# Stadeln (Muhr am See)
Stadeln ist ein Wohnplatz der Gemeinde Muhr am See im Landkreis Weißenburg-Gunzenhausen (Mittelfranken, Bayern). Stadeln liegt in der Gemarkung Altenmuhr.

## Lage
Das ehemalige Dorf bildet mit Alten- und Neuenmuhr eine geschlossene Siedlung. Stadeln ist etwa das Gebiet östlich der Bahnstrecke Treuchtlingen–Würzburg mit Ausnahme des südlich gelegenen Gewerbeparks. Die Bundesstraße 13 führt hindurch.

## Geschichte
Stadeln wurde bereits 890 im Zusammenhang mit dem Kloster Herrieden erstmals urkundlich erwähnt. In früheren Zeiten war es nur ein großer Platz, um den sich die Anwesen gruppierten. Die wichtigsten Häuser waren ein Vogthaus und ein Gasthaus, welches das größte Gebäude in Stadeln war. Es besaß eine eigene Brauerei und in Sandstein gehauene Bierkeller. Der Fachwerkbau wurde in den 1960er Jahren restauriert, brannte jedoch 1978 bis auf die Stallungen völlig nieder. Heute steht an seiner Stelle ein Gasthaus.
Bis zur Gebietsreform in Bayern in den 1970er Jahren war Stadeln ein Gemeindeteil von Altenmuhr.